# Real Change
Real Change  — американская еженедельная уличная газета, издающаяся в Сиэтле. Газета создаётся профессиональными журналистами и, как и практически все уличные газеты реализуется бездомными. Она предоставляет им альтернативу попрошайничеству и покрывает множество проблем социальной справедливости, включая бездомность и бедность. С 2005 года газета выходит еженедельно, что делает её второй американской уличной газетой, когда-либо выходившей еженедельно. «Real Change» 501 (с)(3) некоммерческая организация с годовым бюджетом в 950 000 долларов..
«Real Change» публикуется проектом «Real Change Homeless Empowerment» с 1994 года. Основатель газеты Тим Харрис, создал уличную газету «Spare Change News» в Бостоне в 1992 году, а после переезда в Сиэтл в 1994 году он основал «Real Change», как ежемесячную газету с одним штатным редактором. Позже газета стала выходить каждые две недели.
В феврале 2005 года, из-за повышения интереса и продаж «Real Change» начала издаваться еженедельно. После этого руководство газеты, наняло несколько профессиональных журналистов, чтобы стать свободной прогрессивной альтернативной газетой. В апреле 2013 года, цена газеты выросла с одного доллара до двух долларов.
В 2012 году «Real Change» продала 872 562 копий и получила 957 949 долларов: 68.42 процентов от пожертвований и грантов; 31.26 процентов от оборота, рекламы и подписок; и 0,32 процента от других источников.
Темы затронутые в «Real Change» смесь прогрессивных местных новостей и информации, конкретно касающейся бездомных и бедных. Хотя она охватывает местные новости, газета по-прежнему открыто выступает за «социальную справедливость» и пытается рассказать читателям о бездомности. Некоторые читатели, тем не менее, признают, что покупают газету больше для того, чтобы помочь и пообщаться с продавцами, чем прочитать содержание; этот метод покупки распространен среди уличных газет .
Любой желающий может стать продавцом «Real Change». Однако, большинство из них являются бедными или не в состоянии удерживать постоянную работу из-за физических недостатков, психических заболеваний, судимостей или других проблем. После прохождения инструктажа и подписания кодекса поведения, продавцы получают свои первые 10 газет бесплатно. После этого они покупают газету за шестьдесят центов и продают её за два доллара. Газета имеет в среднем от 350 до 400 активных продавцов.
Большинство продавцов продают газеты в Сиэтле, хотя некоторые продают в Истсайде. Продавцы могут продавать без ограничений на тротуарах и общественных местах, и иногда могут получить разрешение на продажу в коммерческих областях таких, как торговые центры. Некоторые продавцы бывают очень успешны, продавая более 2 000 газет в месяц, однако большинство продает гораздо меньше.